# Ischnus yezoensis
Ischnus yezoensis är en stekelart som först beskrevs av Tohru Uchida 1936.  Ischnus yezoensis ingår i släktet Ischnus och familjen brokparasitsteklar. Inga underarter finns listade i Catalogue of Life.